# Maniwaki
Maniwaki är en stad (kommun av typen ville) och tätort (centre de population) i provinsen Québec i Kanada. Den ligger i regionen Outaouais, i den sydöstra delen av landet, 110 km norr om huvudstaden Ottawa. Staden har en flygplats.